# Леман Алтинчекич
Леман Бозкурт Алтинчекич (тур. Leman Bozkurt Altınçekiç; 1932, Сарикамиш, Туреччина — 4 травня 2001, Ізмір, Туреччина) — перша акредитована жінка льотчик-винищувач у турецьких ВПС і НАТО.

## Життєпис
Леман Бозкурт народилася 1932 року в Сарикамиші, провінції Карс, у сім'ї тюркського походження з азербайджанської етнографічної групи карапапахів. Закінчивши середню школу для дівчаток у Стамбулі, вирушила в навчальний центр Іньоню Турецької авіаційної асоціації в районі Іньоню-ільче, в провінції Ескішехір, щоб пройти підготовку пілотеси планера.
1959 року Леман Бозкурт вийшла заміж за колегу з Ескішехіра — Тахіра Алтинчекича.
Вона померла 4 травня 2001 року в Ізмірі і похована на Карабагларському кладовищі.

## Військова служба
1954 року, коли ВПС Туреччини вирішили почати приймати на роботу жінок, Леман звернулася до військово-повітряних сил Туреччини. Вона була першою ученицею військової школи в Ізмірі. Від 1955 по 1957 року проходила навчання на гвинтовому літаку. В одному з інтерв'ю Леман Алтинчекич казала, що в перші дні у школі взагалі не було пансіону для учениць, і вона мусила залишатися гостею в будинку сім'ї офіцера.
30 серпня 1957 року Леман закінчила навчання на військового льотчика. І хоча пізніше в школу прийняли п'ять інших учениць, вона була єдиною ученицею, яка приєдналася до авіаційної частини на військовій базі Ескішехір. Вона навчалася там як пілотеса реактивного літака і 22 листопада 1958 року отримала звання молодшого лейтенанта.
До 1967 року Леман літала на Republic F-84 Thunderjet і Lockheed T-33. Пізніше — служила в штабі й вийшла на пенсію як старший полковник авіації.